# Markaz Rafaḩ
Markaz Rafaḩ (arabiska: مركز رفح) är en region i Egypten.   Den ligger i guvernementet Sina ash-Shamaliyya, i den nordöstra delen av landet, 300 km öster om huvudstaden Kairo.